# 나가타 다카시
나가타 다카시(일본어: 永田 崇, 1972년 4월 13일 ~ )는 일본의 전 축구 선수이다.

## 구단 경력
1995년 재팬 풋볼 리그의 교토 퍼플 상가에 입단했다. 1995년 재팬 풋볼 리그 준우승으로 J1리그로 승격했다. 1997년까지 64경기에 출전하여, 8득점을 넣었다. 1997년후 현역 은퇴.